# 平信基
平 信基（たいら の のぶもと）は、平安時代末期の貴族。桓武平氏高棟流、兵部卿・平信範の長男。官位は正四位下・内蔵頭。

## 経歴
『兵範記』保元3年2月9日条に信範の娘（藤原脩範室か?）の婚礼の際に婿を迎えた「進士」「勾当」が同母兄弟である信基・信季兄弟と推定されており、進士＝文章生であったと見られている。応保3年（1163年）に兵部少輔であったことが『山槐記』同年1月14日条から判明している。
平清盛の正室・平時子と従兄弟であったことから、平家一門の一員として立身。また、仁安3年（1168年）の院判官代就任以後は後白河院の院近臣としても活躍し、左衛門佐、左馬権頭、修理権大夫を歴任し、寿永2年（1183年）に内蔵頭に至るが、同年源義仲の上京を受けた一門都落ちに随い、西海へ下向した。この時、姉妹が側室となっていた摂政・近衛基通に対して平家と行動を共にするよう再三の説得を試みるが、最終的に断念し独り一門の後を追ったとされる。
一門が壊滅した元暦2年（1185年）の壇ノ浦の戦いにおいて捕虜となり、都へと連行される。この際同じく捕虜となった平宗盛、平時忠らが都大路を引き廻されたのに対し、信基は合戦で負傷していたために辛うじてこの屈辱を免れたという。
その後審議を経て、備後国へ流罪となる。文治5年（1189年）には赦免されて帰京するが、その後は任官せず蟄居生活を送った。弟の信季の子・親輔を養子として後を継がせたが、その子孫は後世において西洞院家、平松家、交野家など数家に分かれて繁栄した。

## 系譜
- 父：平信範（1112-1187）
- 母：藤原能忠娘（1114-1170）
- 妻：不詳
- 養子
  - 男子：平親輔 - 平信季の子